# Archeologická krajina prvních kávových plantáží jihovýchodní Kuby
Archeologická krajina prvních kávových plantáží jihovýchodní Kuby je od roku 2000 jedna z kulturních památek Světového dědictví UNESCO. Pozůstatky kávových plantáží z 19. století jsou unikátní příklad způsobu pěstování plodin v těžkém terénu pohoří Sierra Maestra; ilustrují technologický, ekonomický i sociální vývoj společnosti v Karibiku a celkově v Latinské Americe.
Celková rozloha území 81 400 hektarů je rozdělena do 7 různých lokalit na jihovýchodě Kuby v provinciích Santiago de Cuba a Guantánamo. Jednotlivé lokality se nazývají:
- La Gran Piedra
- El Cobre
- Dos Palmas Contramaestre
- Yateras
- El Salvador
- Niceto Pérez
- Guantánamo

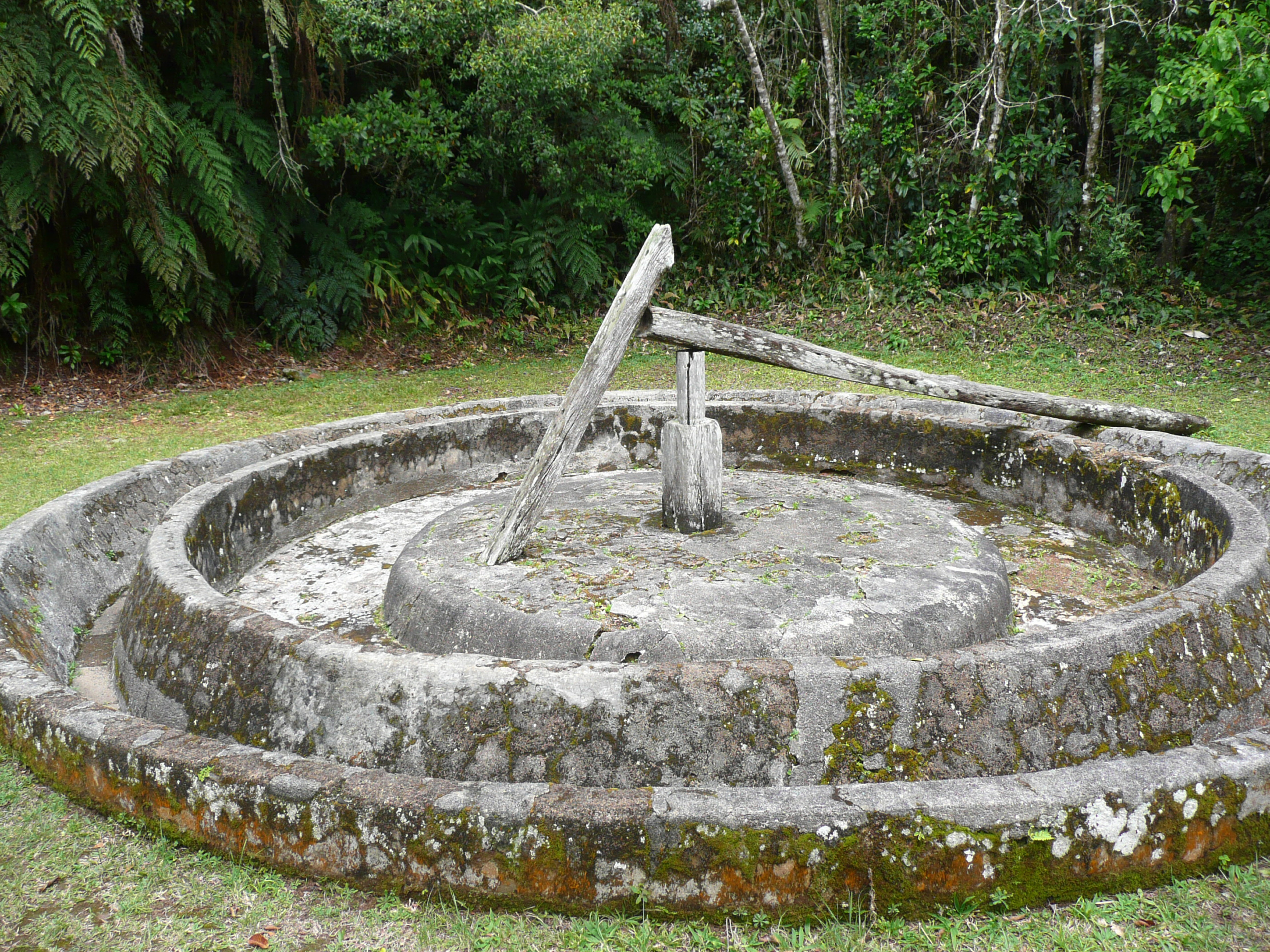
mlýnské kameny
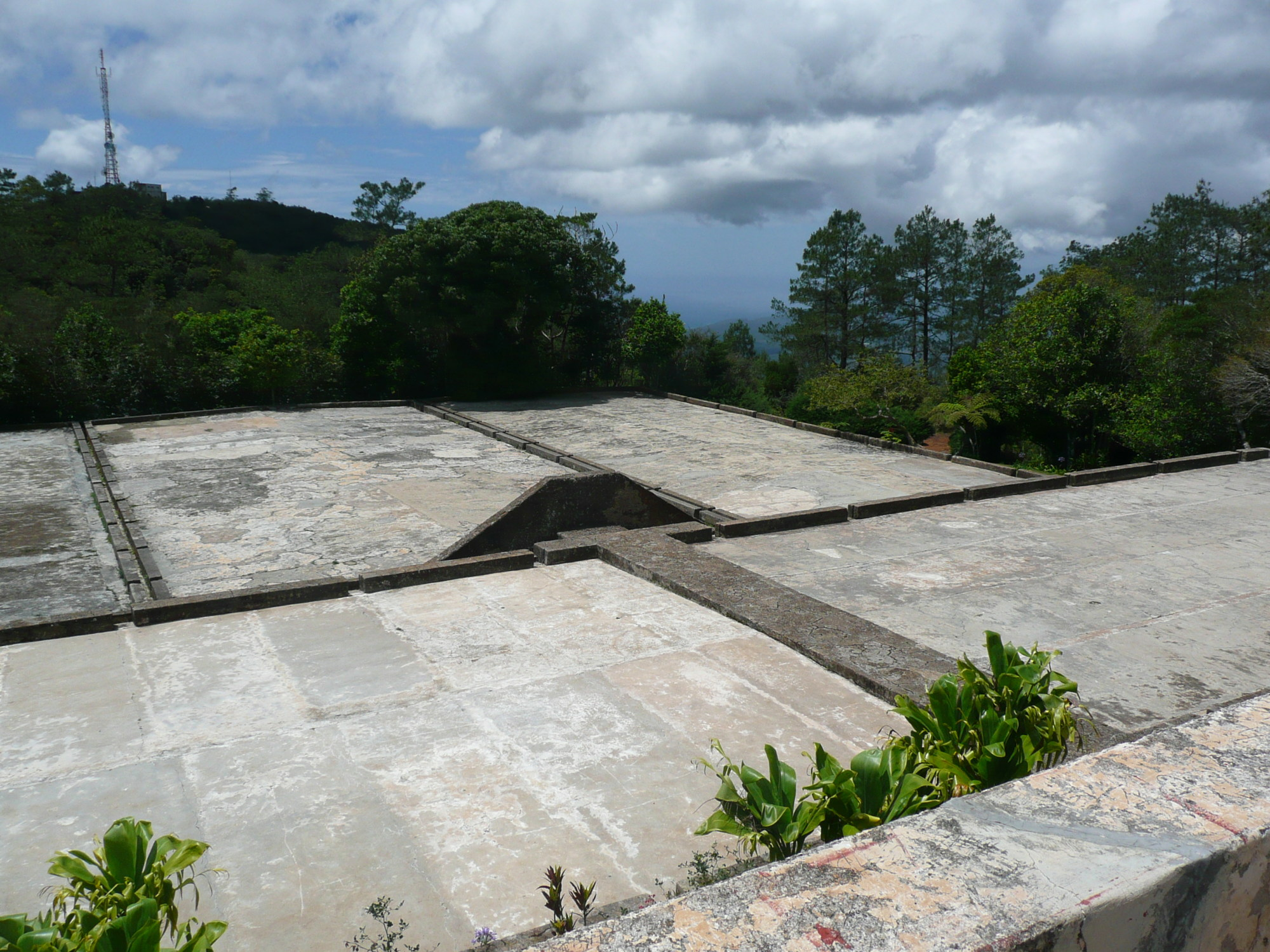
sušárna
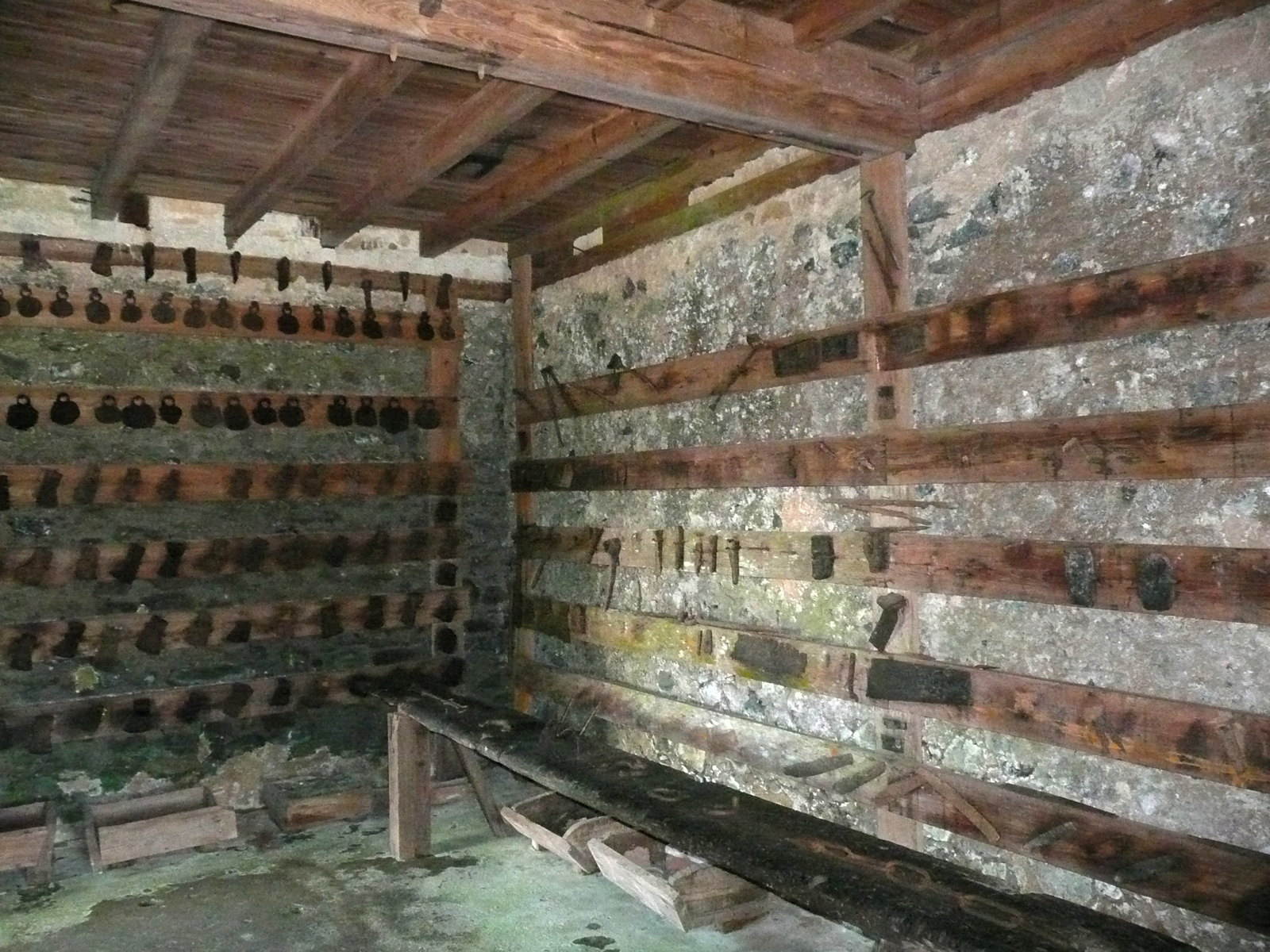
nářadí